# Scopula marginepunctata
Scopula marginepunctata é uma espécie de insetos lepidópteros, mais especificamente de traças, pertencente à família Geometridae.
A autoridade científica da espécie é Goeze, tendo sido descrita no ano de 1781.
Trata-se de uma espécie presente no território português.